# هيلين تافتس بيلي
هيلين تافتس بيلي (9 يناير 1874 - مايو 1962) كانت مُصلِحة إجتماعية وناشطة. عُرفت بإلقاء نظرة على «بنات الثورة» لوجود قائمة سوداء حول الأفراد والمنظمات، في عام 1928. أدى هذا الجدل إلى منع تافتس من المنظمة لتصبح مدافعة عن حقوق المرأة والعمل والحقوق الاجتماعية.

## الحياة والمسيرة المهنية
ولدت هيلين ماتيلدا تافتس في نيوارك بولاية نيوجيرسي عام 1874. كان والدها قسيسًا موحّدًا وكانت والدتها مناصرة لحقوق المرأة. في عام 1875، انتقلت العائلة إلى ماساتشوستس، حيث تخرجت هيلين من مدرسة كوتنج الثانوية في ليكسينغتون عام 1892. بعد التخرج، عملت كمدقق لغوي وتنضيد في مطبعة ريفرسايد. ثم انتقلت للعمل كسكرتيرة في هوتون ميفلين في بوسطن. في أبريل 1895 قابلت هيلينا بورن، كاتبة وأناركية ومنظمة عمالية. أصبح للولد تأثير كبير على أسلوب حياة وأنشطة تافتس؛ أصبح تافتس نباتيًا، واكتسب اهتمامًا بكتابة والت ويتمان، وأصبح ناشطًا في إصلاح الملابس، والفوضوية، والشيوعية، والاشتراكية.

## بنات الثورة الأمريكية
في عام 1915، انضم تافتس إلى فرع آن آدمز تافتس التابع لبنات الثورة الأمريكية (DAR). في عام 1927 اكتشفت أن وكالة البحث العلمي تحتفظ بقوائم «المتحدثين المشكوك فيهم». تضمنت هذه القوائم منظمات مثل الاتحاد الوطني للأندية النسائية، وجمعية السلام الأمريكية، وأفراد مثل جين أدامز، وويليام ألين وايت، وماري وولي. بعد التحقيق، أعلنت القوائم في فبراير 1928. 
في مارس 1928، كتبت كتيبًا بعنوان «تراثنا المهدد» للاحتجاج على القوائم السوداء. ووقع خمسة عشر عضوًا من DAR، دعاوا لجنة الاحتجاج برئاسة بيلي، على الكتيب وساعدوا في توزيعه في جميع أنحاء الولايات المتحدة. شارك كل من أعضاء وضباط ثلاثة فصول أكبر في منطقة بوسطن في المجموعة. في مؤتمر DAR السنوي في واشنطن العاصمة، اتهمت تافتس بـ «الإخلال بتوافق» منظمة DAR والإضرار بسمعتها، بعد توزيع الكتيبات وإصرارها على الدفع من أجل تفسير حول القوائم السوداء. وبعد مرور عام، فشلت في استئناف قضية إعادة عملها في DAR. 